# Faculdade de Direito da Universidade de São Paulo
A Faculdade de Direito da Universidade de São Paulo (FDUSP), também conhecida por Faculdade de Direito do Largo de São Francisco, "São Francisco", "Sanfran" ou, ainda, "Arcadas", em alusão à sua arquitetura, é uma unidade de ensino, pesquisa e extensão da Universidade de São Paulo. Foi criada em 11 de agosto de 1827 juntamente com a Faculdade de Direito do Recife, sendo estas as duas mais antigas faculdades de direito do país.
Ao longo de quase dois séculos formou diversas personalidades notórias da história do Brasil. 55 Ministros que compuseram o STF desde a Proclamação da República estudaram o Bacharelado em Direito na Faculdade de Direito do Largo de São Francisco. 13 Presidentes da República, 45 Governadores do Estado de São Paulo e 13 Prefeitos de São Paulo estudaram o curso de graduação na instituição.
Segundo o Anuário Análise Advocacia, grande parcela dos advogados de destaque do Brasil concluíram a graduação na Faculdade de Direito da USP. Em 2007 a instituição ocupava a primeira posição, com 13% dentre os advogados mais admirados; em 2012 também ocupou o 1º lugar, com 23% dos advogados mais admirados do Brasil composto por egressos da FD USP; a edição de 2021 do Anuário Análise Advocacia revelou que 19% dos advogados mais admirados do Brasil estudaram na Universidade de São Paulo.
Levantamento de 2008 publicado no Anuário da Justiça Paulista da Editora Consultor Jurídico constatou que 41% dos desembargadores do TJSP estudaram na Faculdade de Direito do Largo de São Francisco. Na edição de 2019 a USP continuava liderando, com a proporção de 40% dos desembargadores. A FDUSP é também a Instituição de Ensino Superior com mais juízes de 1ª instância no TJSP, com pouco mais de um terço do total. A Faculdade de Direito da USP (Largo de São Francisco) também foi a faculdade que mais aprovou candidatos a promotor de justiça no 83º, 85º, 86°, 88º, 89º, 91º, 92º, 93º e 94º Concurso de Ingresso na Carreira do Ministério Público do Estado de São Paulo. Também há uma significativa presença de seus egressos nos concursos para a Advocacia-Geral da União, Procuradoria do Estado, magistratura federal, Ministério Público da União, Senado Federal e Câmara dos Deputados, dentre outras carreiras jurídicas. A Faculdade de Direito do Largo de São Francisco também se destaca desde o início entre os aprovados no Concurso de Admissão à Carreira Diplomática do Itamaraty. Uma grande quantidade de embaixadores e diplomatas brasileiros são egressos da Faculdade de Direito da USP.
O curso de direito na USP é considerado o 45º melhor curso de direito do Mundo, o 2º melhor da América Latina e o melhor curso de direito do Brasil segundo o QS World University Rankings de 2019. Em conjunto com a Faculdade de Direito de Ribeirão Preto (FDRP), os cursos de direito da USP ocupam a 1ª colocação entre os cursos de direito do País no Ranking Universitário da Folha de S.Paulo, tendo sido considerados os melhores cursos de direito do Brasil nas edições de 2019 (mais recente), 2018 e 2015. Avaliado em separado do curso da FDRP (USP Ribeirão Preto), o curso de direito da Faculdade de Direito da USP, na Capital Paulista, é considerado excelente pelo Guia da Faculdade do Jornal O Estado de São Paulo, alcançando a pontuação máxima de 5 estrelas. Os Cursos de Direito da USP em São Paulo e em Ribeirão Preto, avaliados individualmente, também alcançaram a nota máxima (5 estrelas) no Guia do Estudante da Editora Abril.
Atualmente, a Comissão de Graduação é presidida pela Professora Associada Nina Beatriz Stocco Ranieri.
Possui o mais antigo Programa de Pós-Graduação em Direito em funcionamento do País, criado em 1969 e em atividade desde 1971. Com 10 áreas de concentração, 33 Linhas de Pesquisa e 148 Projetos de Pesquisa que funcionam como sublinhas de pesquisa em temas específicos . Até o quadriênio 2017-2020 os Programas de Mestrado Acadêmico e Doutorado da Faculdade de Direito da USP eram avaliados com conceito 6 pela CAPES, então maior nota alcançada em programas de Mestrado e Doutorado em Direito dentre as Instituições de Ensino do Brasil, juntamente com outras 10 universidades brasileiras. Em 2022 foi divulgado que o Programa de Pós-Graduação em Direito da FDUSP conquistou a nota máxima 7 na avaliação da CAPES no quadriênio 2018-2021.
Atualmente, a Comissão de Pós-Graduação é presidida pelo Professor Titular Gustavo Ferraz de Campos Mônaco.

## História
A Ideia acerca da criação de um curso jurídico no Brasil surgiu em 1822, com José Feliciano Fernandes Pinheiro, o Visconde de São Leopoldo, membro do Parlamento. Até então, os que desejavam estudar direito deveriam deslocar-se até Coimbra, em Portugal. O local onde hoje funciona a Faculdade de Direito era, originalmente, ocupado por um Convento franciscano. O prédio do estilo barroco luso-brasileiro, inaugurado em 17 de setembro de 1647, era feito de taipa, com fundações de 03 metros de profundidade e com paredes que chegavam a 02 metros de espessura em alguns pontos.
A Faculdade de Direito, a mais antiga instituição do gênero no Brasil juntamente com a Faculdade de Direito do Recife, deve a sua origem a um decreto imperial assinado em 1827. Estas destinavam-se a formar governantes e administradores públicos, sendo fundamental para a consolidação e para o desenvolvimento do país independente.

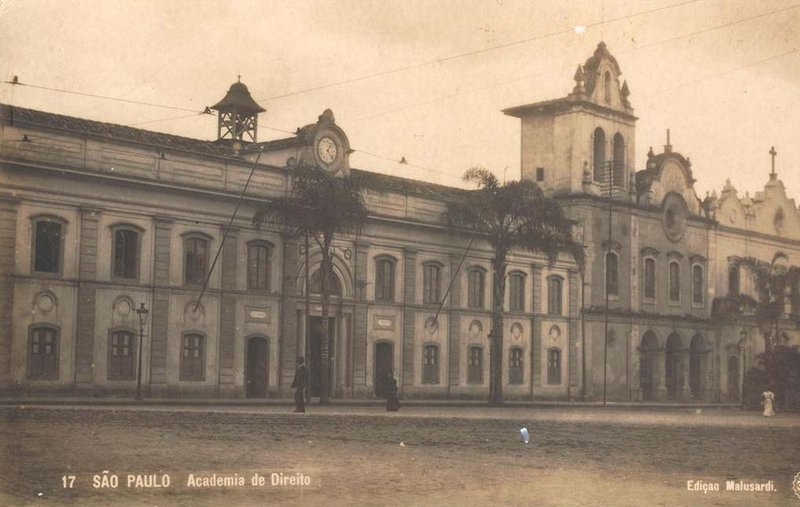
Conjunto arquitetônico formado pela Igreja da Ordem Terceira, pelo Convento de São Francisco de Assis e pelo antigo edifício da Faculdade de Direito.

A Carta de Lei assinada por D. Pedro I em 11 de agosto de 1827 criou dois "Cursos de Sciencias Jurídicas e Sociaes" no Brasil, um instalado no Convento de São Francisco, em São Paulo, e outro no Basílica e Mosteiro de São Bento (Olinda), em Olinda, Pernambuco. Cada curso seria ensinado "no espaço de cinco anos e em nove cadeiras", resultando no grau de bacharel, havendo a possibilidade de prosseguir ao grau de doutor. Em princípio chamado simplesmente "curso jurídico", teve sua aula inaugural dada em São Paulo no 1 de março de 1828, pouco antes do curso de Olinda.
Posteriormente, ficou conhecida como Academia de Direito do Largo de São Francisco ou também Academia de Direito de São Paulo. O termo "Academia" foi oficialmente incorporado ao nome da Instituição, a partir do Decreto-lei de 7 de novembro de 1831, o qual registra que "O sello da Academia Juridica terá ... a seguinte inscripção - Academia de Sciencias Juridicas, e Sociaes, S. Paulo."
Foi só em 1854 que o nome oficial Faculdade de Direito da Cidade de São Paulo começou a ser usado pela aprovação do decreto nº 1 386, de 28 de abril de 1854: "Art. 1º Os actuaes Cursos Juridicos serão constituidos em Faculdades de Direito; designando-se cada uma pelo nome da cidade, em que tem, ou possa ter assento".
Devido a um incêndio ocorrido em 1880, a fachada foi reformulada em 1884. Por conta do incêndio de 1880, foi criado o Corpo de Bombeiros na Cidade de São Paulo, pois se percebeu a expansão da cidade e necessidade da disposição de recursos para o combate a incêndios. Por ocasião dessa reforma da fachada em 1884 foi instalado o relógio que possui até a atualidade em sua fachada, o primeiro relógio da Cidade de São Paulo.

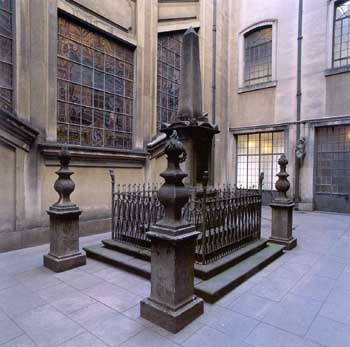
Tumba do Professor Julius Frank, em um dos pátios internos da faculdade.

Em 1903, fora fundada aquela que seria considerada a entidade estudantil mais tradicional e antiga do Brasil. Chamada de "Centro Acadêmico XI de Agosto", corresponde a um local de representação dos alunos da Faculdade de Direito do Largo de São Francisco. Na década de 1930 foi iniciada a construção do novo prédio do antigo Convento de São Francisco, chamado de “Prédio Histórico[8]”, que foi finalizada em 1941. Ricardo Severo foi o autor do projeto de estiloneocolonial, no qual implementou características do barroco luso-brasileiro à Arquitetura moderna, mesclando a tradição do antigo convento com o aspecto cultural do país.
Desde o início, a Faculdade de Direito pertenceu ao Governo central, passando do monárquico ao republicano, e em agosto de 1934 a Faculdade foi incorporada à Universidade de São Paulo por Getúlio Vargas.
Com a Revolução Constitucionalista de 1932, alguns alunos da Faculdade de Direito morreram lutando contra a Ditadura de Getúlio Vargas. Assim, ergueram em Homenagem a estes o "Monumento ao Soldado Constitucionalista", situado na área interna do Prédio Histórico. Encontra-se, também, um túmulo, construído em 1842 em homenagem a Julius Frank, um professor de história e geografia fundador de uma sociedade secreta de jovens, Burschenschaft, que teria influenciado, principalmente os jovens, durante muitos anos na história da política brasileira.
Em 1973, a criação dos cursos de Pós-graduação teve como consequência a diminuição do espaço acadêmico disponível. Cogitou-se, então, a transferência do "campus" para a Cidade Universitária, na zona oeste da cidade de São Paulo, porém muitos alunos e professores foram contrários a essa mudança devido ao fato de a localização de toda a infraestrutura jurídica estar concentrada no centro de São Paulo (escritórios de advocacia e tribunais). Além da significação da Faculdade estar localizada há mais de um século no Largo São Francisco. Diante disto, foi colocada uma pedra fundamental para o pretenso da nova localização do "campus" da faculdade, porém estudantes a retiraram da Cidade Universitária e a levaram para o Largo de São Francisco, instalada (até hoje) na calçada em frente à escola. Nela, gravaram a seguinte frase: "Quantas pedras forem colocadas, tantas arrancaremos. 30-X-1973".

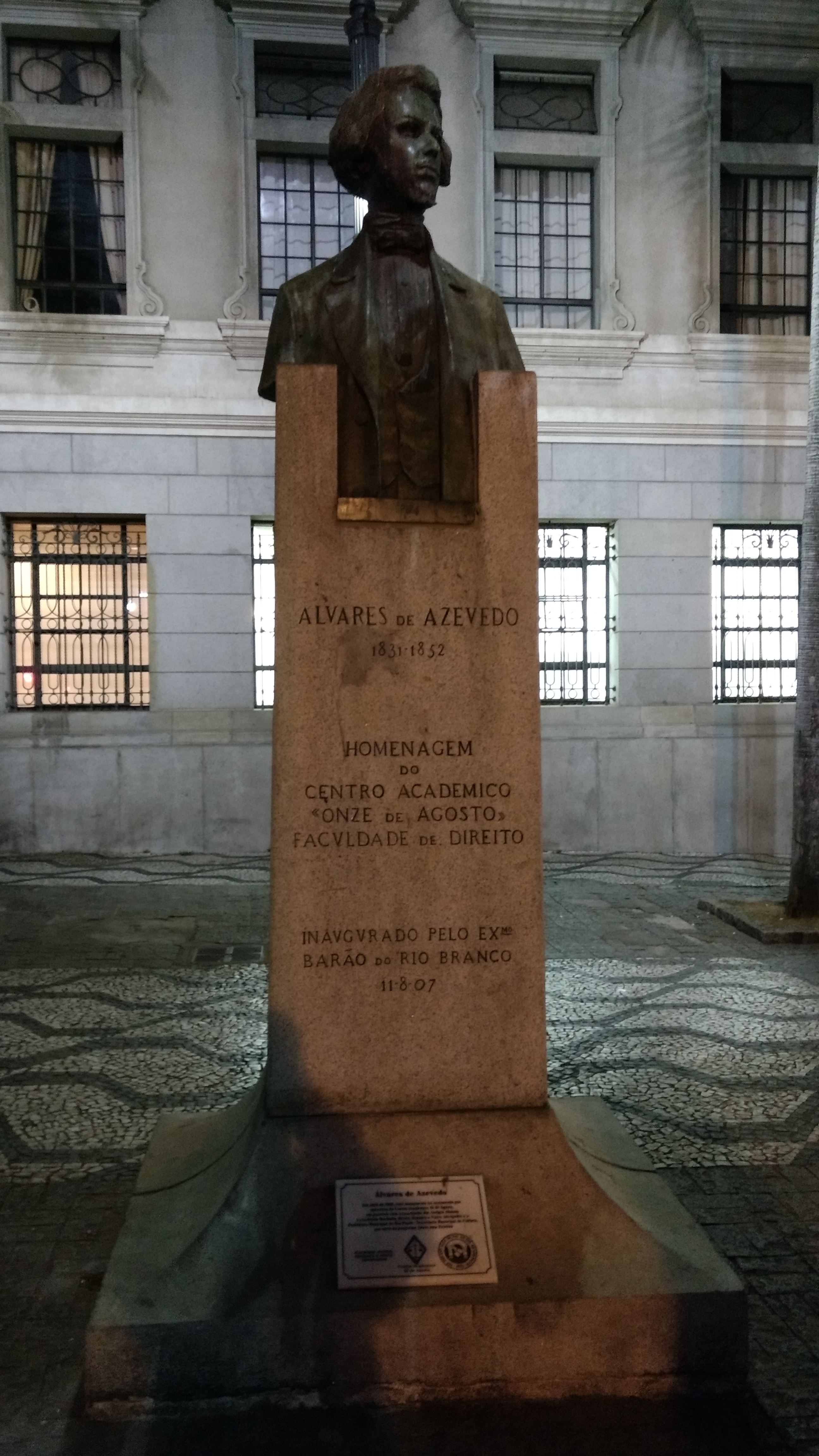
Homenagem do Centro Acadêmico XI de Agosto ao escritor, contista e poeta Álvares de Azevedo.

Em 1977, foi construída uma larga calçada, intitulada de "Território Livre", junto de um palanque, a chamada "Tribuna Livre do Largo de São Francisco". Essa obra fez com que houvesse a possibilidade de parada dos pedestres para que estes pudessem ouvir discursos e para haver uma livre divulgação de opiniões para com o povo. Encontram-se, também, três estátuas: "O menino e o Catavento", de O.M. Di Palma, "Herma de Álvares de Azevedo", de A. Zani, e "O Idílio do Beijo Eterno", de W. Zadig.
Atrás do Prédio Histórico, foi construído, entre 1992 a 1995, um "Edifício de Apoio", ou "Prédio Anexo", o Auditório "XI de Agosto", diversos setores administrativos da Faculdade, incluindo seus nove departamentos, o restaurante universitário, a Associação dos Antigos Alunos e, até 2016, um Juizado Especial Federal. O anexo foi ainda conectado ao Edifício Cláudio Lembo, seu vizinho na Rua Riachuelo, que chegou a abrigar alguns setores administrativos da Faculdade, contudo devido a suas condições estruturais deterioradas, encontra-se interditado atualmente.
Em 2002, o conjunto arquitetônico fora tombado como Patrimônio histórico pelo Conselho de Defesa do Patrimônio Histórico, Arqueológico Artístico e Turístico do Estado de São Paulo. Por fim, entre os anos de 2003 e 2004, foram iniciadas obras para a reparação da faculdade.
A história da faculdade está relacionada ao desenvolvimento de importantes momentos históricos do Brasil. Ela formou alunos notórios que fizeram parte de grandes movimentos políticos, como o movimento abolicionista, de Joaquim Nabuco, José Antônio Pimenta Bueno e Perdigão Malheiro, o movimento republicano, de Prudente de Moraes, Campos Salles e Bernardino José de Campos Júnior, e as campanhas das Diretas Já, de Franco Montoro e Ulysses Guimarães. Emergiram treze presidentes da república desta faculdade, por exemplo, o primeiro presidente civil eleito por meio do voto direto no Brasil, Prudente de Morais, que assumiu o cargo em 1894, e o ex-presidente Michel Temer, empossado após Dilma Rousseff ser destituída do cargo pelo processo de impeachment no dia 31 de agosto de 2016.  Fernando Haddad - que ficou em segundo lugar na disputa para a Presidência da República em 2018 - também é egresso do curso de graduação da instituição. Além disso, diversos governadores, prefeitos e outras figuras importantes na história do Brasil formaram-se na Faculdade de Direito da Cidade de São Paulo. Os últimos egressos a serem prefeitos de São Paulo foram Fernando Haddad (Turma 154) e Bruno Covas (Turma 171) e os últimos egressos a serem governadores foram Cláudio Lembo (Turma 127) e Franco Montoro (Turma 107).
O surgimento desta faculdade também trouxe para São Paulo enorme efervescência cultural. Inúmeros escritores de renome e movimentos culturais ali surgiram, tais como: Alphonsus Guimaraens, um dos principais representantes do Simbolismo no Brasil; Álvares de Azevedo, Escritor e poeta ultrarromântico; Castro Alves, poeta e um dos representantes do movimento abolicionista; Hilda Hilst, uma das maiores escritoras da Língua portuguesa contemporânea; José de Alencar, Autor do Livro Iracema e um dos maiores nomes do Romantismo no Brasil; Monteiro Lobato, escritor de obras-infantis como O Sítio do Picapau Amarelo; Oswald de Andrade, representante do movimento modernista e autor do Manifesto Antropófago. O edifício da faculdade também é repleto de obras com significado cultural, "(...) encontram-se agregados elementos dignos de nota, tais como os vitrais da escadaria, produzidos pela Casa Conrado Sorgenicht, e o mobiliário do Salão Nobre e da Sala da Congregação, confeccionado no Liceu de artes e Ofícios de São Paulo (...)".
A Faculdade de Direito de São Paulo foi a primeira entidade a ser incorporada à Universidade de São Paulo na fundação desta, em 1934, e é considerada uma das melhores no ensino jurídico.

## Organização Interna
A Faculdade de Direito da Universidade de São Paulo é comandada pela Diretoria. A Congregação é o seu máximo órgão colegiado e é composta pelo Diretor, pelo Vice-diretor, pelos Presidentes das Comissões (de Graduação, de Pós-Graduação, Pesquisa e Cultura e Extensão Universitária), pelos Chefes de Departamento, por todos os Professores Titulares, por alguns dos Professores Doutores e dos Professores Associados eleitos por seus pares, por quatro representantes discentes da graduação, por dois representantes discentes da pós-graduação, por três representantes dos servidores não-docentes e por um representante da Associação dos Antigos Alunos.
A Faculdade conta ainda com uma Comissão de Pesquisa, uma Comissão de Graduação, um Conselho Técnico-Administrativo, uma Comissão de Pós-Graduação, uma Comissão de Cooperação Nacional e Internacional, uma Comissão do Programa USP Recicla e uma Comissão de Cultura e Extensão Universitária. Além disso, ela é dividida em nove departamentos, cada qual com um Conselho Departamental.

### Departamentos
A Faculdade de Direito da Universidade de São Paulo é constituída por nove departamentos. Estes são organizados pela área de especialização, tendo cada qual um corpo docente composto por uma secretaria e uma chefia. Diante disso, é função dos departamentos, junto das comissões de graduação e de pós-graduação, debater e decidir as disciplinas que o curso oferece. A pós-graduação ainda apresenta um décimo departamento dedicado aos Direitos Humanos (DHU). Segue abaixo a lista de departamentos da Faculdade.
- Departamento de Direito Civil (DCV)
- Departamento de Direito Comercial (DCO)
- Departamento de Direito do Trabalho e da Seguridade Social (DTBS)
- Departamento de Direito do Estado (DES)
- Departamento de Direito Penal, Medicina Forense e Criminologia (DPM)
- Departamento de Direito Processual (DPC)
- Departamento de Direito Econômico, Financeiro e Tributário (DEF)
- Departamento de Direito Internacional e Comparado (DIN)
- Departamento de Filosofia e Teoria Geral do Direito (DFD)
- Departamento de Direitos Humanos (DHU)[71]

| |  |  |
| O prédio da Faculdade de Direito, por onde passaram grandes personalidades da História do Brasil, em dezembro de 2005, à esquerda, e na década de 1940, à direita. |  |  |

## Centro Acadêmico XI de Agosto
Fundado em 1903, o Centro Acadêmico XI de Agosto, ou "XI" (como é chamado de maneira mais afetiva) é a entidade máxima de representação dos estudantes, e um órgão ativista de acordo com a agenda dos movimentos estudantis brasileiros.
Em 116 anos de existência, o XI de Agosto sempre foi, e ainda é, um centro de difusão de ideais republicanos e de Igualdade, concretizados na resistência à Ditadura de Getúlio Vargas. Foi palco de diversas conquistas, como o Sufrágio feminino e do Voto secreto, e envolveu-se em várias campanhas, como "O petróleo é nosso!", "Diretas Já!", "Fora Collor" e, mais recentemente, na organização do ato e na leitura da "Carta às brasileiras e aos brasileiros".
Berço de diversas iniciativas, como o "Departamento Jurídico XI de Agosto", o "Cursinho do XI" - hoje chamado "Cursinho Popular Arcadas -  e o "Juizado Especial Cível da São Francisco", além de seu papel na criação da Defensoria Pública do Estado de São Paulo.

## Associação Atlética Acadêmica XI de Agosto
A Associação Atlética Acadêmica XI de Agosto é uma agremiação esportiva estudantil da Faculdade de Direito do Largo de São Francisco. Foi fundada em 11 de agosto de 1933.
Atualmente, a AAA XI de Agosto conta com mais de 300 membros e participa ativamente das maiores competições do calendário universitário nacional, sendo fundadora da maioria delas (destacando-se a fundação da Federação Universitária Paulista de Esportes).
Campeonatos em que participa: Jogos Jurídicos Estaduais - São Paulo, InterUSP, Liga Jurídica Nacional, NDU, JUP, JUSP, Copa USP, Liga USP, BichUSP e Beach Games.

## Casa do Estudante da São Francisco
Moradia estudantil destinada a receber alunos que não conseguem arcar com moradia em São Paulo, a Casa do Estudante da São Francisco foi inaugurada em 1948, por meio de doação do terreno pela Prefeitura. Neste período, em meio à agitação política nacional e ao turbilhão de opositores, dentro da própria universidade, contra a criação da Casa do Estudante, os envolvidos uniram forças para concretizar a criação de um espaço que pudesse atender à demanda de universitários sem condições de arcar com uma moradia perto da São Francisco.
A Casa é hoje uma das principais alternativas aos estudantes de baixa renda da Faculdade que não possuem condições sócio econômicas de arcar com as despesas de moradia na cidade de São Paulo. Por isso, é o lar dos estudantes socioeconomicamente vulneráveis da Faculdade de Direito. A Casa do Estudante como vanguarda na luta pela permanência nas Arcadas não encerra sua luta nas questões da moradia e subsistência básica e digna.
A Casa é uma entidade autônoma e independente, mantida com o repasse de verbas provenientes do Fundo de Rendimento do XI, feito pelo Centro Acadêmico XI de Agosto, e mais recentemente, também mantém-se por meio do Convênio da Casa com a FDUSP no auxílio do pagamento de despesas correntes (como luz, água, telecomunicações e limpeza) da moradia.

## Biblioteca

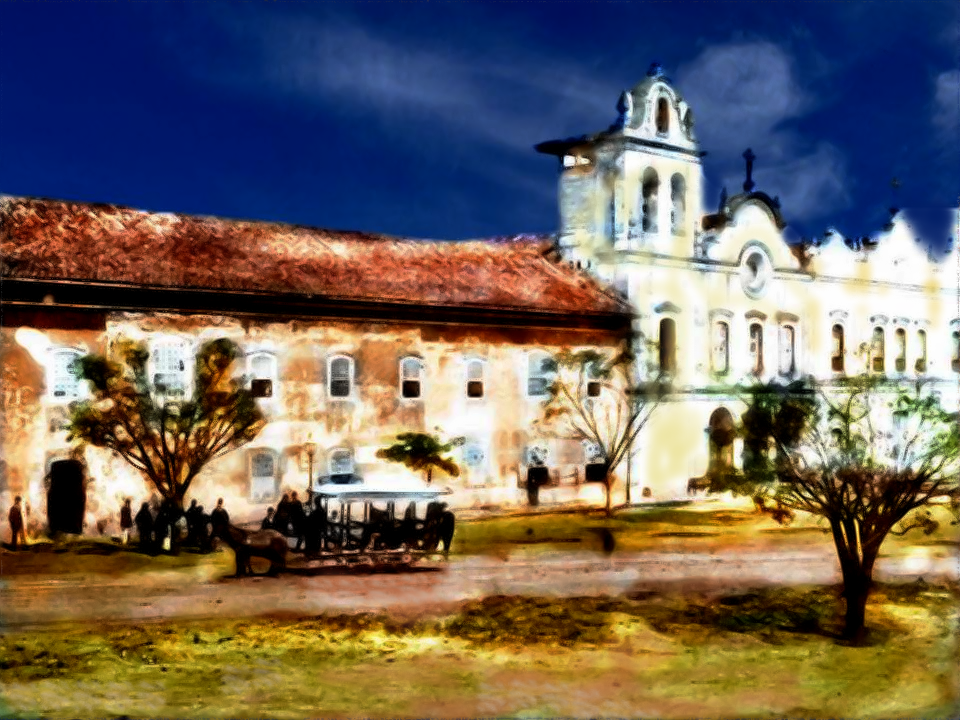
Antigo convento e a Faculdade de Direito no Largo São Francisco em 1874

Considerada a primeira Biblioteca pública da cidade de São Paulo, criada em 1825 no Convento de São Francisco, é especializada em Direito e serve ao corpo discente e docente da faculdade, além de poder ser utilizada pelo público em geral para consulta.
Dom Manuel da Ressurreição, terceiro Bispo de São Paulo, colocou um acervo de 2 000 exemplares disponibilizados para membros do clero e para os estudantes. Com a fundação da Faculdade de Direito de São Paulo, a biblioteca herda aproximadamente mais 5 000 volumes para sua coleção.
Em 1934, a faculdade passa por uma reforma completa, onde a biblioteca passa a localizar-se em suas atuais dependências, ocupando uma considerável parte do primeiro pavimento do prédio do Largo de São Francisco, e, a partir de 1982, esta passa a integrar o Sistemas de Bibliotecas da USP (SIBi), visando atender as necessidades de informação do coletivo da universidade.
Ao longo dos anos, a biblioteca passou por uma série de inovações, como a passagem do Serviço de Biblioteca e Documentação para a atual SBD, a disponibilização do acesso ao DEDALUS (Banco de Dados Biográficos da USP pela internet), a instalação de microcomputadores e a criação da homepage do SBD.
Atualmente conta com 366 996 volumes, classificados em Livros/Folhetos, Teses, Fascículos de Periódicos, Multimeios, Obras raras e Separatas. É utilizada por aproximadamente 51 194 pessoas que fazem parte da Comunidade USP e também por usuários.

## Pesquisa

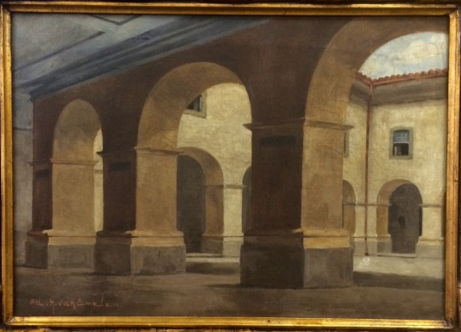
Velhas Arcadas da Faculdade de Direito da USP, óleo sobre tela de Adrian Henri Vital van Emelen, Museu Paulista.

A Faculdade de Direito da USP possui programa de Pesquisa, coordenado por uma Comissão composta por seis membros titulares e por presidente e vice-presidente, eleitos pelos próprios membros. A função da Comissão de Pesquisa é traçar as diretrizes para as linhas de pesquisa da faculdade, seguindo o estatuto da USP. Os programas de pesquisa englobam a Iniciação científica, voltada para alunos da graduação, e pós-doutorado. Além disso, a faculdade conta com grupos de pesquisa integrados por alunos e professores sob orientação de um ou mais docentes, que discutem diversos temas, como: Direito e Política pública, Constitucionalismo Latino-americano, Criminologia, Direito Privado Romano, Tribunais Internacionais e outros.
Iniciação Científica
Alunos regularmente matriculados na graduação podem participar do programa de Iniciação Científica, que é promovido pela Comissão de Pesquisa da Faculdade de Direito em conjunto com a Pró-Reitoria da Universidade de São Paulo. O aluno desenvolverá um trabalho de pesquisa seguindo alguma das linhas de pesquisa dos departamentos da faculdade, sendo orientado por um docente-pesquisador, que seja doutor na área em estudo. O estudante que desenvolver a pesquisa pode ter o seu trabalho realizado no seu diploma, além de ser contemplado com uma bolsa de estudos, de acordo com o órgão em que se inscrever na Iniciação Científica.
Alunos da graduação da Faculdade de Direito da USP podem se inscrever segundo o sistema PIC/USP, o Programa de Iniciação Científica da Universidade de São Paulo, que conta com bolsa CNPq para os estudantes ou pela FAPESP, Fundação de Amparo à Pesquisa do Estado de São Paulo, quando os editais estiverem abertos.

## Pós-Graduação
Em 1969 foi criada a Pós-Graduação da Universidade de São Paulo, com o intuito de proporcionar oportunidades de evolução educacional e de aplicação da formação acadêmica, oriunda em grau de graduação.
A Pós-Graduação Stricto Sensu, de origem mais erudita e destinada para o desenvolvimento da consciência, se designa à constituição de pesquisadores com vasto âmbito de sua área de conhecimento. Abrange um aglomerado de ações planejadas, desenvolvidas e especificadas, orientadas por um dirigente, que englobam e priorizam a docência e a pesquisa, buscando sempre pela incorporação do saber teórico. Detém dois níveis finais, o mestrado e o doutorado, divergentes conforme a imensidade e profundeza dos estudos.
Já a Pós-Graduação Lato Sensu, ou especialização, busca, sobretudo, ao engrandecimento científico criterioso em setores mais exclusivos do gnose, gerando profissionais de qualidade para responder a uma diligência característica das carências civis.

### Comissão de Pós-Graduação
As atribuições da Comissão de Pós-Graduação (CPG) encontram-se estabelecidas no Regimento Geral de Pós-Graduação da Universidade de São Paulo e abrangem, entre outros temas, a descrição de um conjunto de orientações do programa de Pós-Graduação, o gerenciamento de seus exercícios didático-científicos, a capacitação de professores e matérias, a deliberação sobre a exigência de encargos financeiros especialmente concedidas pelo Regimento Geral da USP, a avaliação de solicitações de modificação de mestrado para doutorado, a predileção de parâmetros para os testes de capacidade e deliberação de teses e dissertações, a nomeação de componentes das bancas examinadoras, etc. Os constituintes da Comissão de Pós-Graduação, são escolhidos pela Congregação da Unidade, com incumbência de 2 (dois) anos, e os constituintes entre eles nomeiam o Presidente e o Vice-Presidente da Comissão.

### Pós-Graduação Stricto Sensu
A Pós-Graduação da Faculdade de Direito da USP foi gerida pelo então Reitor da Universidade de São Paulo, o Prof. Dr. Miguel Reale, em 25 de Junho de 1970, pela Portaria GR nº 1211. Foi validado pela CAPES e adquiriu nota 6 nas duas últimas avaliações trienais.
Tal programa inclui nos dias de hoje 10 (dez) áreas de aplicação (citadas logo abaixo), tanto em grau de mestrado assim como em grau de doutorado. Ele é de graça e, em relação a quantidade de alunos e professores, é visto como um dos maiores da USP.

#### Áreas de aplicação
Compreende-se por área de aplicação cada âmbito inerente da sabedoria que pertence a um programa de Pós-Graduação, com um quadro diversificado de disciplinas, no qual deverão aprimorar-se as ações de análise para composição da dissertação de mestrado ou tese de doutorado. A área de aplicação determinada definirá o título do aluno. Cada área de aplicação tem a colaboração de uma sucessão de mentores competentes, um dos quais possivelmente será o incumbido pela colaboração no desenvolvimento dos trabalhos do aluno. São elas:
- Direito Civil
- Direito Comercial
- Direito Econômico, Financeiro e Tributário
- Direito do Estado
- Direito Internacional
- Direito Penal, Medicina Forense e Criminologia
- Direito Processual
- Direito do Trabalho e Seguridade Social
- Filosofia e Teoria Geral do Direito
- Direitos Humanos
- Direito Romano

### Pós-Graduação Lato Sensu

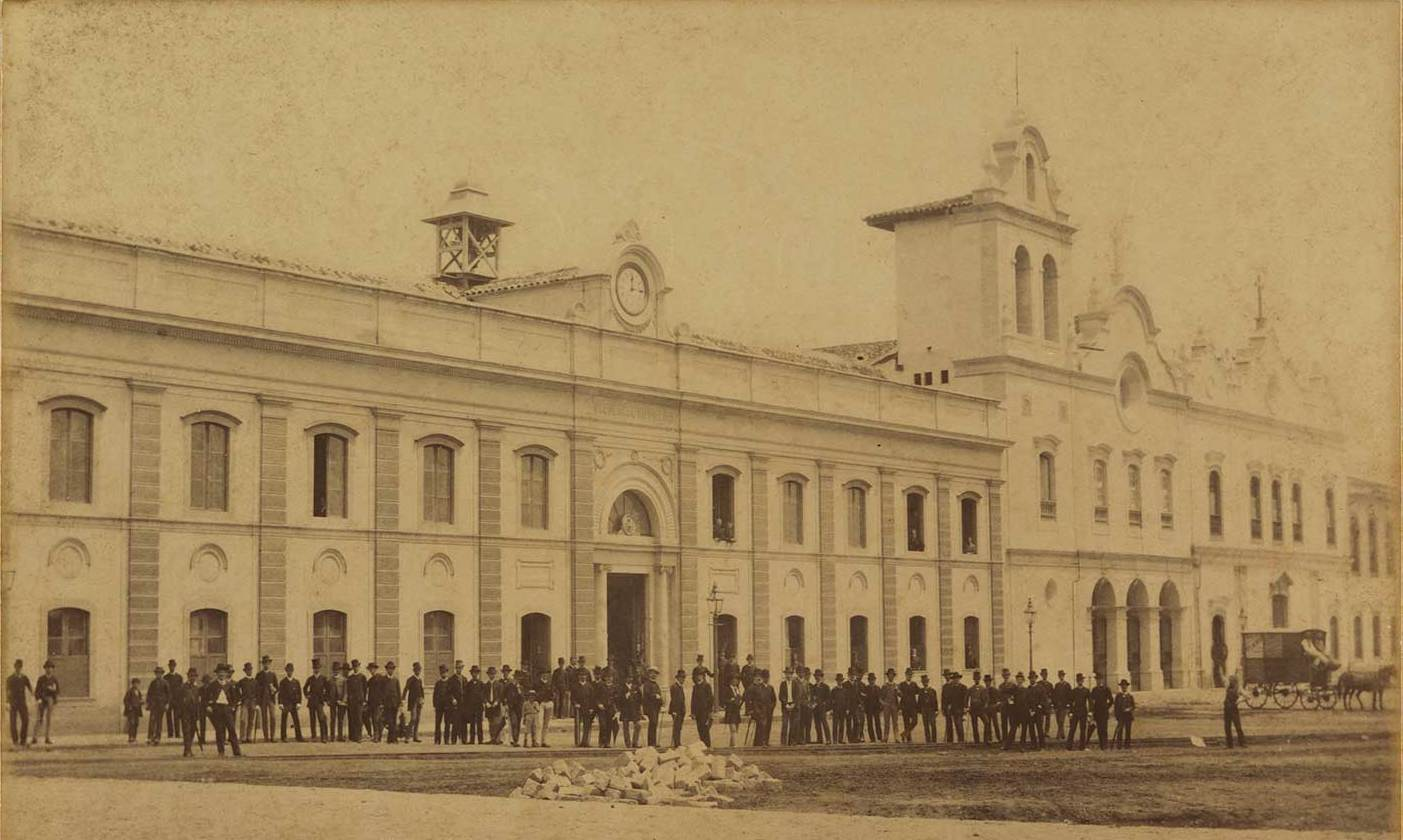
Faculdade de Direito de São Paulo em 1880, foto de Jean Georges Renouleau (1845-1909).

Desde dezembro de 2004 a Pós-Graduação lato sensu encontra-se suspensa pelo Conselho de Pós-Graduação da USP, de acordo com o resultado de estudos de uma Comissão de Especialização formada pela Pró-Reitoria de Pós-Graduação, porém mantém-se em aberto, para análises futuras, a possível opção de seu retorno.

### Linhas de Pesquisa
Além disso, deve-se notar que desde 2003 a Faculdade de Direito da USP começou a se sistematizar em linhas de pesquisas e projetos acadêmicos. As linhas de pesquisa são projetos usuais de pesquisa para prazos longos, planejados dentro de uma área de aplicação. Dessa maneira, as áreas de aplicação dividem-se em linhas de pesquisas e as linhas de pesquisas se subdividem em sublinhas ou projetos acadêmicos. A proposta das linhas de pesquisa é aumentar a exposição das atividades de pesquisa e ensino do programa de Pós-Graduação da Faculdade de Direito da USP.

## Serviço Técnico de Imprensa
Criado em 1991, pelo diretor da época da Faculdade de Direito, o Professor Titular Antonio Junqueira de Azevedo, esse serviço corresponde a produção de publicações de mídia interna e externa da Faculdade e também sua assessoria de imprensa. Entre suas publicações estão: Revista da Faculdade de Direito, Revista do Departamento de Direito do Trabalho e da Seguridade Social, o Relatório Anual de Atividades e o jornal O São Francisco.
Revista da Faculdade de Direito

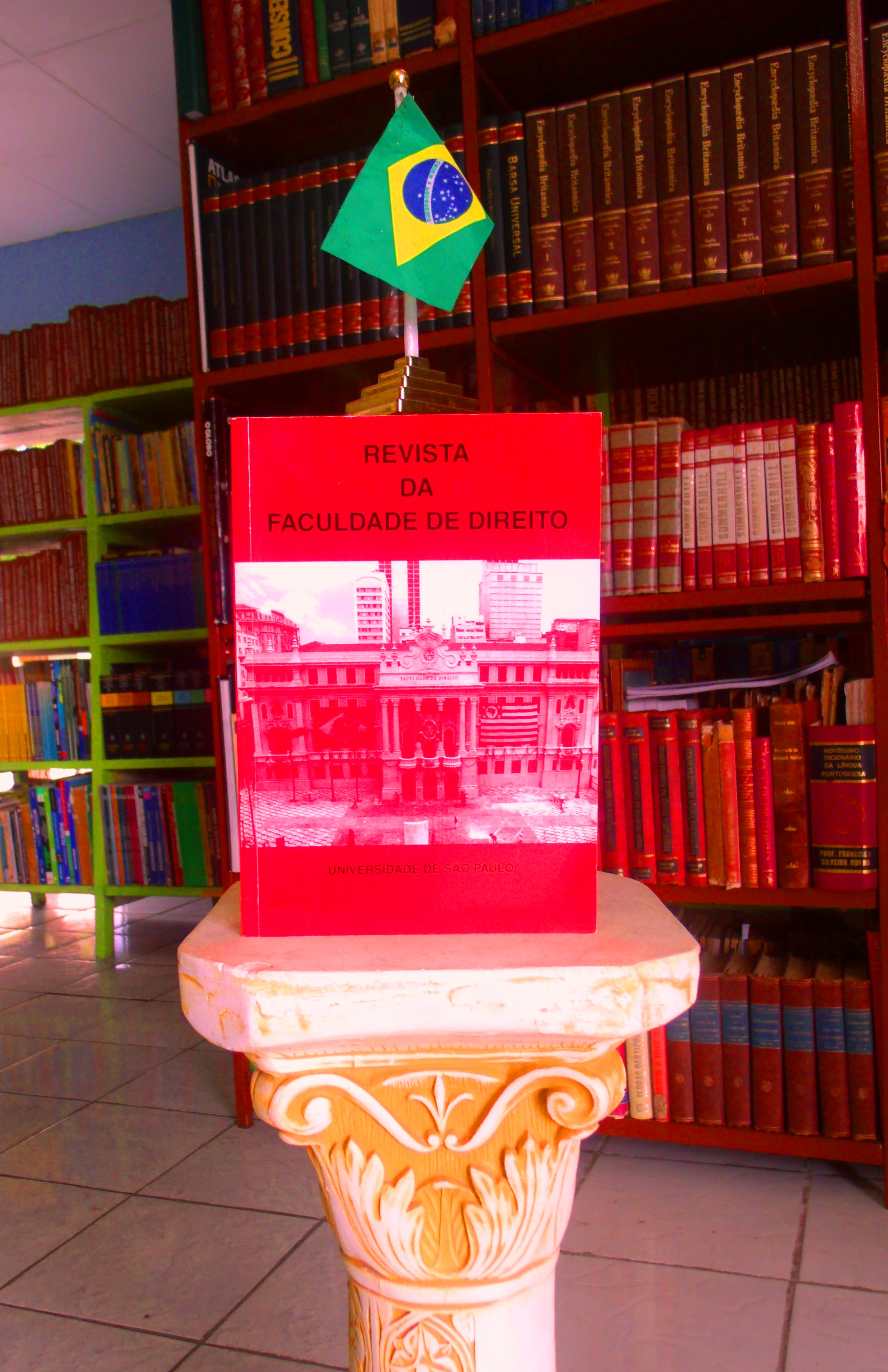
Revista da Faculdade de Direito da Universidade de São Paulo edição de 2006, exposta em uma biblioteca municipal no Piauí.

A revista foi publicada pela primeira vez em novembro de 1893, mas nunca passou por grandes mudanças radicais no seu formato e nem por períodos de interrupção. Ela é formada por artigos acadêmicos, trabalhos acadêmicos de pós-graduandos, alunos ou ex-alunos, discursos e conferências.
Revista do Departamento de Direito do Trabalho e da Seguridade Social
Criada em 2006, a publicação é parte de um projeto do departamento voltado para os direitos humanos, que conta com apoio do Departamento Jurídico do Centro Acadêmico XI de Agosto. A revista é composta por artigos de opinião, Resenhas, trabalhos de pesquisa científica e monografias de destaque em linhas de pesquisa do Departamento de Direito do Trabalho e Seguridade Social, que compõem a Faculdade.
Relatório Anual de Atividades
O relatório é um documento exigido pela reitoria da Universidade de São Paulo anualmente, que descreve as atividades exercidas pela Faculdade. Ele descreve a composição de Colegiados e atividades de ensino da Graduação e Pós-graduação, Mestrado e Doutorado, além de todas as atividades extra-curriculares dos docentes e suas publicações. Está incluso também um relatório da diretoria e do serviço da biblioteca.
Boletim "O São Francisco"
É um veículo de Comunicação interna voltado para os funcionários da Faculdade de Direito, docentes e não-docentes. Foi criado em 1988, mas só teve duas edições. Com a instituição do Serviço de Assistência Técnica a Imprensa, teve início um processo de retomada da publicação, que ainda está em curso. O objetivo é que seja não só um mero espaço de informação mas que os funcionários também possam se expressar através desse boletim.
Gazeta Arcadas
Criada em 2019, como Atividade de Cultura e Extensão, é a Revista Discente Digital da Faculdade de Direito da USP. Conta, atualmente, com a colaboração de graduandos, mestrandos, doutorandos e professores da Faculdade.

## Diretores
1. 1827-1833 - José Arouche de Toledo Rendon
2. 1833-1835 - Carlos Carneiro de Campos, Visconde de Caravelas
3. 1835-1836 - José da Costa Carvalho, Marquês de Monte Alegre
4. 1837-1842 - Nicolau Pereira de Campos Vergueiro
5. 1858-1864 - Manuel Joaquim do Amaral Gurgel
6. 1865-1882 - Vicente Pires da Mota
7. 1883-1890 - André Augusto de Pádua Fleury
8. 1890-1891 - Carlos Leôncio da Silva Carvalho
9. 1891-1902 - Joaquim Inácio Ramalho, Barão de Ramalho
10. 1903-1904 - João Pereira Monteiro
11. 1904-1908 - Vicente Mamede de Freitas
12. 1908-1912 - Antônio Dino da Costa Bueno
13. 1912-1915 - João Mendes de Almeida Júnior
14. 1916-1925 - Uladislau Herculano de Freitas
15. 1926-1930 - Antônio Januário Pinto Ferraz
16. 1930-1931 - Reinaldo Porchat
17. 1931-1935 - José de Alcântara Machado
18. 1935-1938 - Francisco Antônio de Almeida Morato
19. 1938-1938 - Spencer Vampré
20. 1939-1940 - Sebastião Soares de Faria
21. 1941-1942 - José Joaquim Cardoso de Melo Neto
22. 1943-1944 - Honório Fernandes Monteiro
23. 1945-1948 - Gabriel José Rodrigues de Resende Filho
24. 1949-1955 - Brás de Sousa Arruda
25. 1956-1958 - Alvino Ferreira Lima
26. 1959-1962 - Luís Antônio da Gama e Silva
27. 1963-1966 - Luís Eulálio de Bueno Vidigal
28. 1967-1969 - Alfredo Buzaid
29. 1969-1973 - José Pinto Antunes
30. 1973-1974 - Manoel Gonçalves Ferreira Filho
31. 1974-1978 - Rui Barbosa Nogueira
32. 1978-1982 - Antônio Luis Chaves Camargo
33. 1982-1986 - Vicente Marotta Rangel
34. 1986-1990 - Dalmo de Abreu Dallari
35. 1990-1994 - Antonio Junqueira de Azevedo
36. 1994-1998 - Álvaro Villaça Azevedo
37. 1998-2002 - Ivette Senise Ferreira
38. 2002-2006 - Eduardo Cesar Silveira Vita Marchi
39. 2006-2010 - João Grandino Rodas
40. 2010-2014 - Antônio Magalhães Gomes Filho
41. 2014-2018 - José Rogério Cruz e Tucci
42. 2018-2022 - Floriano de Azevedo Marques Neto
43. 2022-atual - Celso Fernandes Campilongo